# Bu’aale

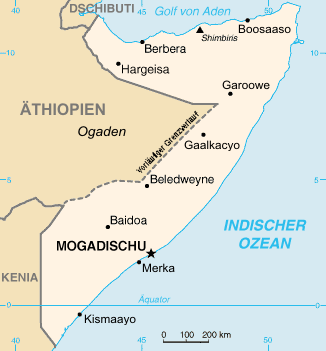
Karte Somalias; Bu’aale liegt nördlich von Kismaayo

Bu’aale oder Buaale ist ein Ort im Süden Somalias, liegt am Fluss Juba und ist Hauptstadt der Region Jubbada Dhexe.

## Bevölkerung
Vor dem somalischen Bürgerkrieg lag die Bevölkerung von Bu’aale bei etwa 35.000, bis zum Jahr 2003 soll sie auf ca. 50.000 angewachsen sein. Dieser Zuwachs ist hauptsächlich auf den Zustrom von Binnenflüchtlingen aus anderen, stärker von Bürgerkrieg und Ernteausfällen betroffenen Landesteilen zurückzuführen.

## Wirtschaft
Die Umgebung von Bu’aale ist wegen relativ hoher Niederschläge und der Lage am Jubba-Fluss vergleichsweise fruchtbar und liefert daher einen bedeutenden Teil der im weiteren Umland verbrauchten Nahrungsmittel. Der Ort dient auch als Zwischenstation für den Handel zwischen der Landeshauptstadt Mogadischu und dem Nachbarland Kenia.